# Zawisza Kurozwęcki
Zawisza Kurozwęcki of Zawisza Dobiesław z Kurozwęk (overleden op 12 januari 1382, Dobrowoda) was de 29e bisschop van Krakau. Hij was een telg van de Poolse heraldische clan Poraj en zoon van Dobiesław Kurozwęcki, kastelein en politicus. Zowel hij als zijn vader waren aanhangers van Lodewijk I van Hongarije en genoten grote administratieve macht binnen het koninkrijk. Zawisza was in zijn leven naast bisschop van Krakau ook vice-kanselier (1371-1373) en kanselier van Polen (1374-1380). De bisschop werd in 1381 door Lodewijk I van Hongarije tot vicarius regni poloniae benoemd en aangesteld als hoofd van de in dat jaar opgerichte kolegium regencyjne.